# Яковенко Юрій Вікторович
Юрій Вікторович Яковенко (нар. 19 грудня 1971) — радянський та український футболіст, виступав на позиції нападника.

## Життєпис
Розпочав виступати на дорослому рівні в 1990 році в складі чернігівської «Десни», в її складі провів два сезони у другій лізі СРСР і два — в першій лізі України.
У 1993 році перейшов у «Кривбас». Дебютний матч у вищій лізі зіграв 8 серпня 1993 року проти луганської «Зорі», а першим голом відзначився 8 жовтня 1993 року у воротах «Дніпра». Провів у складі клубу з Кривого Рогу три з половиною сезони, зіграв у вищій лізі 99 матчів і забив 11 голів.
У 1997 році виступав у другому дивізіоні Росії за «Торпедо» (Арзамас), став найкращим бомбардиром свого клубу з 19 голами. У 1998 році в складі «Торпедо-ЗІЛ» став переможцем зонального турніру другого дивізіону, на наступний рік зіграв за команду тільки один матч у першому дивізіоні.
У 1999 році повернувся в «Десну», в її складі в сезоні 2000/01 року забив 16 м'ячів і став срібним призером зонального турніру другої ліги. На початку 2002 року перейшов у «Зірку» (Кіровоград), став переможцем першої ліги сезону 2002/03 року. У сезоні 2003/04 років зіграв 10 матчів і забив один м'яч у вищій лізі в складі «Зірки», але в середині сезону повернувся в «Десну». У 2004 році завершив спортивну кар'єру.
Всього у вищій лізі України зіграв 109 матчів і забив 12 м'ячів. У складі чернігівської «Десни» в першостях СРСР й України забив 57 м'ячів, входить в десятку найкращих бомбардирів клубу за всю його історію.
Закінчив факультет фізвиховання Чернігівського педагогічного університету. З 2004 року працює графічним дизайнером.